# Arabische Eroberung Ägyptens
Frühe Schlachten
Mu'ta – Tabūk – Dathin – Firaz
Arabische Eroberung der Levante
Qartin – Bosra – Adschnadain – Mardsch ar-Rahit – Fahl – Damaskus – Mardsch ad-Dibadsch – Emesa – Jarmuk – Jerusalem – Hazir – Aleppo
Arabische Eroberung Ägyptens 
Heliopolis – Alexandria – Nikiou
Umayyadische Eroberung Nordafrikas
Sufetula – Vescera – Karthago
Umayyadidische Invasion Anatoliens
 und Konstantinopels
Eiserne Brücke – Germanikeia – 1. Konstantinopel – Sebastopolis – Tyana – 2. Konstantinopel – Nikäa – Akroinon
Arabisch-byzantinischer Grenzkrieg
Kamacha – Kopidnadon – Krasos – Anzen und Amorion – Mauropotamos – Lalakaon – Bathys Ryax
Sizilien und Süditalien
1. Syrakus – 2. Syrakus – Feldzüge des Maniakes
Byzantinischer Gegenschlag
Marasch – Raban – Andrassos – Feldzüge des Nikephoros Phokas – Feldzüge des Johannes Tzimiskes – Orontes – Feldzüge Basileios’ II. – Azaz
Seeoperationen
Phoinix – Muslimische Eroberung Kretas – Thasos – Damiette – Thessalonike – Byzantinische Rückeroberung Kretas
Vor der Islamischen Eroberung Ägyptens war Ägypten eine Provinz des Oströmischen Reichs, dessen Hauptstadt Konstantinopel war. Allerdings war Ägypten bereits eine Dekade zuvor vom persischen Sassanidenreich unter dessen König Chosrau II. (616 bis 629 n. Chr.) erobert worden. Kaiser Herakleios konnte Ägypten nach einem langen, siegreichen Feldzug gegen die Sassaniden für Ostrom zurückgewinnen. Nur zehn Jahre später verlor er die wichtige Provinz aber an das islamische Kalifat. Bevor sich die arabische Eroberung Ägyptens im Rahmen der islamischen Expansion vollzog, hatten die Oströmer bereits die Levante an die Muslime verloren. Danach war das Oströmische Reich zu effektivem Widerstand in seinen orientalischen Provinzen faktisch nicht mehr in der Lage.

## Oströmisches Ägypten
Seit 30 v. Chr. war Ägypten Teil des Imperium Romanum. Zu Beginn des 7. Jahrhunderts war es, gegliedert in die sechs Provinzen Aegyptus, Augustamnica I + II, Thebais I + II sowie Arcadia, Bestandteil des Oströmischen Reichs und wurde von einer kaiserlichen Verwaltung administriert, die von einer Griechisch-sprechenden Oberschicht geführt wurde. Diese griechisch-römische Elite herrschte über eine mehrheitlich koptisch-sprachige ägyptische Bevölkerung. Die Hauptstädte des oströmischen Ägypten war Alexandria sowie das antike Memphis, das durch die wichtige Festung Babylon am Ostufer des Nils geschützt war. Durch eine Reihe von Festungen, die sich besonders in Oberägypten konzentrierten, kontrollierten und besteuerten die Oströmer das Land.

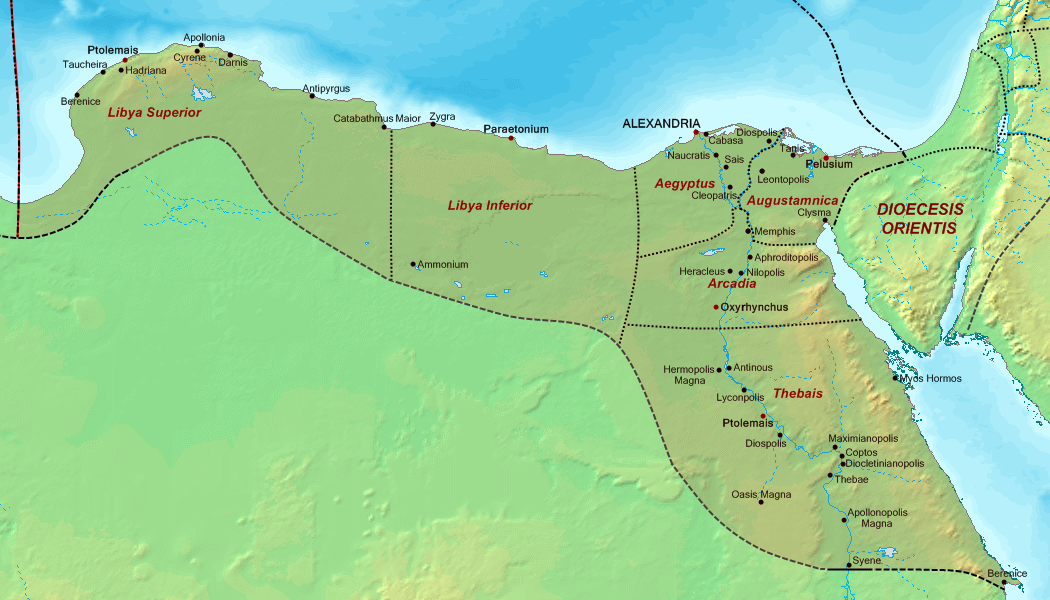
Das spätantike Ägypten mit der oströmischen Provinzeinteilung um 400. Die Zahl der Provinzen wurde später von vier auf sechs erhöht.

Die geographische Entfernung war nicht der einzige isolierende Faktor zwischen dem Oströmischen Reich und Ägypten. Das offizielle Chalkedonische Christentum des Oströmischen Staates besagte, Jesus Christus habe zwei Naturen, eine menschliche und eine göttliche. Die ägyptischen Christen hingen hingegen mehrheitlich dem Monophysitismus an, den auch die orientalischen Kirchen anhingen. Obwohl das Konzil von Chalkedon 451 im Sinne des oströmischen Staates entschieden hatte, blieb Ägypten eine Basis des Monophysitismus. Obgleich die Chalkedonier im Besitz der wichtigen Kirchen z. B. in Alexandria waren, konnten die Ägypter in eigenen Kirchen wie St. Michael und St. Kosmas und Damian ihre Form des Christentums leben.
Wegen dieser religiösen Spannungen setzte Kaiser Herakleios alles daran, die beiden Kirchen in der Kirche von Alexandria wiederzuvereinen. Die Monophysiten besaßen unterdessen ihre eigenen Patriarchen, die ungehindert in Alexandria residieren konnten.

## Islamische Eroberung Ägyptens

### Einfall der Muslime in Ägypten

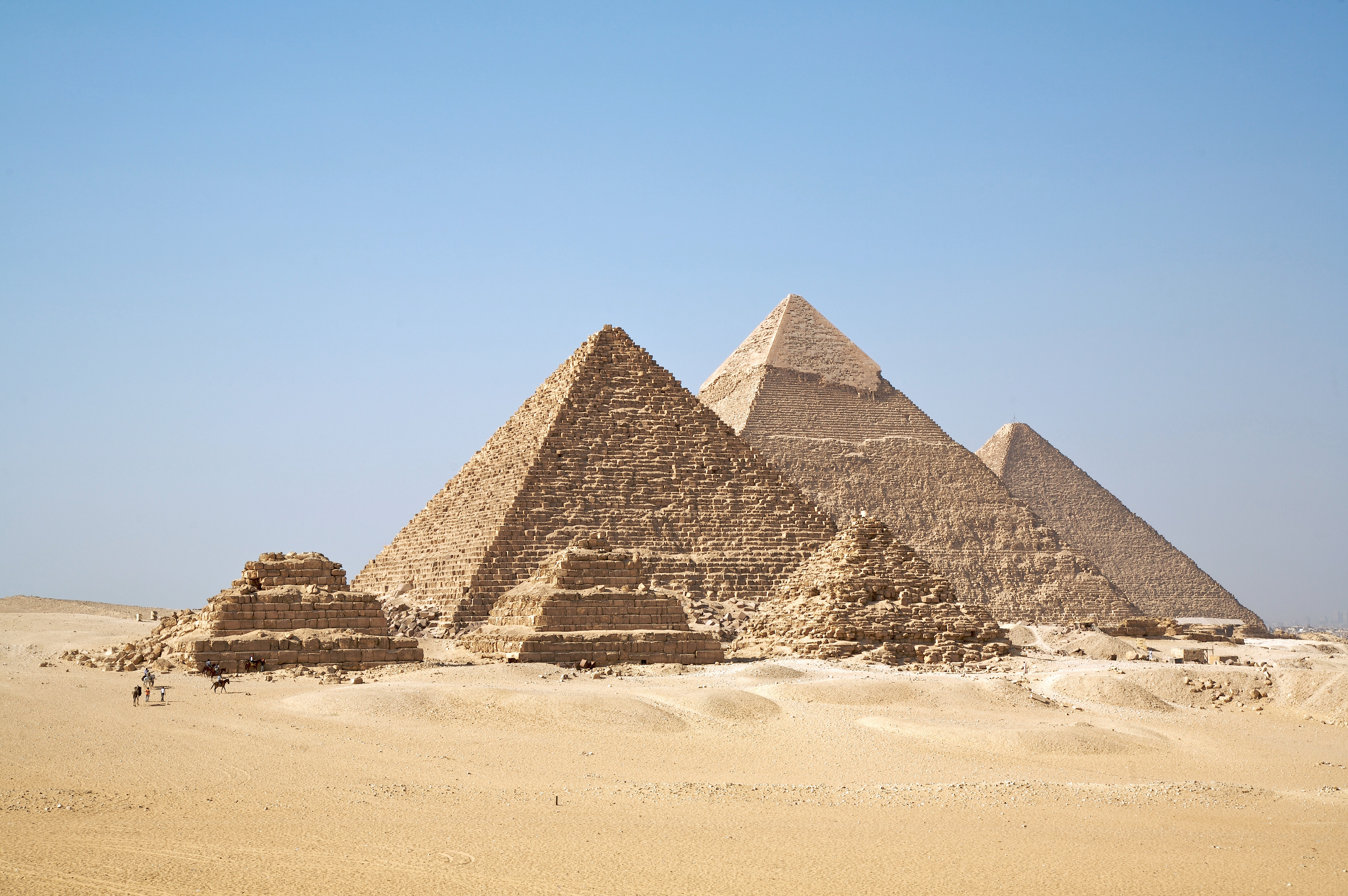
Pyramiden von Gizeh

Im Dezember 639 brach 'Amr ibn al-'As mit 4000 Mann nach Ägypten auf. Die meisten seiner Soldaten gehörten dem arabischen Stamm der 'Ak an, ein Drittel zu dem der Ghafik. Neben den Arabern marschierten noch einige griechische und persische Konvertiten zum Islam mit. Wenig später überdachte Kalif Umar ibn al-Chattab seine Befehle an 'Amr, da er es bei näherer Betrachtung für tollkühn hielt, eine große Provinz wie Ägypten mit nur 4000 Soldaten anzugreifen.
Die Nachricht erreichte 'Amr bei Rafah, kurz vor der ägyptischen Grenze. Da er den Inhalt des Briefes erriet, befahl 'Amr seiner Armee das Tempo zu erhöhen. 'Amr ließ den Boten wissen, er würde den Brief am Ende des Tagesmarsches entgegennehmen. Der Bote akzeptierte in Unkenntnis des Inhalts des Briefs. Die Armee kampierte für die Nacht in Schajratein, einem kleinen Tal in der Nähe von al-Arisch, von dem 'Amr wusste, dass es bereits auf ägyptischem Territorium lag. 'Amr öffnete dann den Brief und beriet mit seinem Kriegsrat das weitere Vorgehen. Einstimmig beschloss man, der Brief sei auf ägyptischem Boden obsolet.
Als Umar diese Antwort erhielt, entschied er sich den weiteren Verlauf der Expedition abzuwarten und zog außerdem Verstärkungen bei Medina zusammen. Am Tag des Opferfests marschierte die muslimische Armee von Schajratein nach al-Arisch, einer kleinen Stadt ohne eigene Garnison. Dort feierten die Soldaten das Opferfest.

### Fall von Pelusium und Bilbeis
Im späten Dezember 639 oder frühen Januar 640 erreichte die muslimische Armee Pelusium, das eine oströmische Garnison besaß und als Tor nach Ägypten galt. Die Muslime belagerten die Stadt monatelang. Im Februar 640 konnte ein Sturmtrupp unter dem Kommando von Huzaifah ibn Wala das Fort und die Stadt schließlich stürmen.
Die Verluste, die die Muslime während der Belagerung erlitten hatten, wurden durch einige Beduinen vom Sinai wieder aufgewogen, die sich den Muslimen zur Plünderung Ägyptens angeschlossen hatten. Die Leichtigkeit, mit der die Muslime die Stadt einnehmen konnten und das Ausbleiben oströmischer Verstärkungen wird oft auf den Verrat von Kyros, dem melkitischen (d. h. chalkedonischen) Patriarchen von Alexandrien zurückgeführt. Er ist einer der Urheber des Monotheletismus.
Nach dem Fall Pelusiums marschierten die Muslime auf Wüstenpfaden nach Bilbeis, etwa 65 km von Memphis entfernt, und belagerten es. Bilbeis war die erste oströmische Stadt, die den Arabern ernsthaften Widerstand entgegenbrachte. Zwei christliche Mönche, Kyros von Alexandria und ein berühmter General namens Aretion, kamen vor die Tore, um mit 'Amr ibn al-'As zu verhandeln. Aretion war vormals der Statthalter Jerusalems gewesen und war nach Ägypten geflohen als die Stadt an die Muslime fiel. 'Amr gab ihnen drei Möglichkeiten: zum Islam zu konvertieren, oder die Dschizya zu bezahlen oder einen Kampf zu wagen. Die Verteidiger erbaten sich drei Tage zur Beratung, danach, wie at-Tabari berichtet – verlangten sie zwei weitere Tage. Nach Ablauf dieser fünf Tage entschlossen sich die Mönche und Aretion zum Kampf, womit sie Kyros von Alexandria ungehorsam waren, der die Kapitulation beschlossen hatte. Kyros machte sich infolgedessen vor dem Kampf zur Festung Babylon auf. Während der anschließenden Belagerung wurde Aretion getötet. 'Amr ibn al-'As versuchte nun die Ägypter zur Rebellion gegen die Oströmer anzustacheln und verwies auf die Verwandtschaft zwischen den beiden Völkern durch Hagar. Als die Ägypter ablehnten wurde die Belagerung fortgesetzt bis Bilbeis nach einem Monat am Rande des Falls stand. Ende März 640 ergab sich die Stadt. Mit dem Fall der Stadt waren die Muslime nur noch einen Tagesmarsch vom Nildelta entfernt.

### Belagerung von Babylon

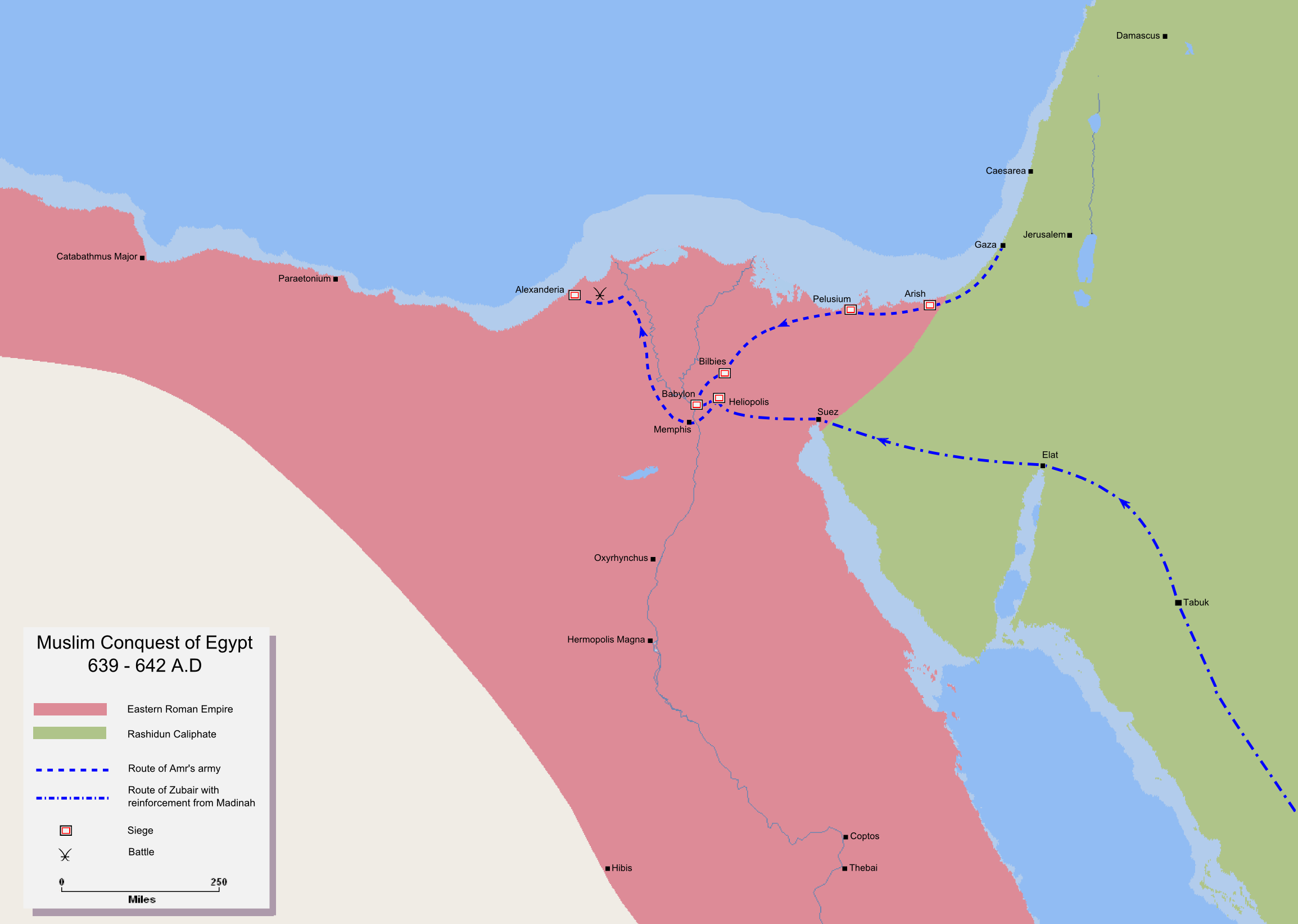
Muslimische Invasionsroute in Unterägypten

'Amr war ursprünglich von einer leichten und schnellen Eroberung Ägyptens ausgegangen. Doch bereits die oströmischen Vorposten Pelusium und Bilbeis hatten den Muslimen Verluste beschert. Die Belagerung von Pelusium hatte zwei Monate, die von Bilbeis einen zusätzlichen gedauert. Beide Belagerungen konnten aber nur ein Auftakt zur Belagerung der wichtigsten Festung von Ägypten, Babylon, darstellen. Hier war mit mehr Widerstand zu rechnen.  Die Muslime marschierten nach dem Fall von Bilbeis geradewegs nach Babylon, das etwa an der Stelle des heutigen Kairo lag. Sie erreichten die Stadt etwa im Mai 640. Babylon war eine befestigte Stadt und auf eine Belagerung vorbereitet. Vor der Stadt war ein Graben angelegt worden, zwischen Graben und Festungsmauern stand eine starke Streitmacht. Die Festungsmauern waren etwa 20 m hoch und etwa drei Meter dick, sie wurden von zahlreichen Türmen und Bastionen gekrönt. Die anfänglichen Attacken der Muslime scheiterten. Frühislamische Quellen gehen von einer sechsfach überlegenen oströmischen Streitmacht aus. Zwei Monate lang zog sich die Belagerung hin, die Oströmer waren dabei in der vorteilhafteren Position.
Schließlich schickte 'Amr eine Abteilung aus, um die nahe Stadt Fayyum zu plündern. Die Oströmer hatten diesen Zug vorhergesehen und ließen Truppen die Straße dorthin bewachen. Sie hatten außerdem den nahen Ort Lahun befestigt. Als die Araber bemerkten, dass Fayyum zu schwer bewacht war, wichen sie in die Libysche Wüste aus. Sie wandten sich dann nach Oxyrhynchus (Per-Medjed), das erobert wurde. Die Araber kehrten dann entlang des Nils nach Unterägypten zurück.

#### Verstärkungen aus Medina
Im Juli 640 schrieb 'Amr Umar mit der Bitte um Verstärkungen; der Kalif hatte aber bereits vor Erhalten des Briefs mit dem Entsenden von Nachschub begonnen, weiteren 4000 Männern. Diese Truppe setzte sich aus Veteranen der Syrienfeldzüge zusammen. Aber auch mit diesen Verstärkungen blieb 'Amr erfolglos. Im August 640 war die Versammlung von Umars Elitekorps, weiteren 4000 Mann, abgeschlossen, die von Zubair ibn al-Awam, einem Veteranen der Schlacht am Jarmuk, angeführt wurde. Umar hatte Zubair eigentlich auch den Oberbefehl über die Streitkräfte in Ägypten angeboten, aber Zubair hatte das Angebot abgelehnt. Diese Verstärkungen erreichten Babylon etwa im September 640. Die Gesamtzahl der muslimischen Streitkräfte war auf 12.000 gestiegen.

#### Schlacht von Heliopolis
Fünfzehn Kilometer von Babylon entfernt lag Heliopolis. In der Stadt befand sich der Sonnentempel der Pharaonen, außerdem war sie für ihre imposanten Bauwerke und Schulen bekannt. Für die Muslime bestand die Gefahr, dass ihnen oströmische Truppen aus Heliopolis in den Rücken fallen könnten, während sie Babylon angriffen. Also marschierten 'Amr und Zubair mit einem Teil des Heeres im Juli 640 nach Heliopolis. Es kam zu einem Reitergefecht in der Nähe des heutigen Vororts Abbaseya. Infolge der Kämpfe konnten sich die Araber einer Festung zwischen den heutigen Orten Abdyn und Azbakeya bemächtigen. Die besiegten oströmischen Soldaten flohen entweder nach Babylon oder Nikiû. An einem unbewachten Mauerabschnitt von Heliopolis erklommen Zubair und einige verlesene Soldaten die Stadtmauer und öffnete den wartenden Muslimen die Stadttore. Heliopolis wurde von den Muslimen erobert. 'Amr und Zubair kehrten danach wieder nach Babylon zurück.

#### Eroberung von Fayyum und Babylon
Als die Nachricht vom arabischen Sieg bei Heliopolis den oströmischen Befehlshaber von Fayyum Domentianus erreichte, floh dieser des Nachts nach Abuit. Von Abuit floh die Garnison nilabwärts nach Nikiu ohne die Bevölkerung von Fayyum und Abuit zu informieren, dass sie nun auf sich gestellt waren. Als diese Nachricht 'Amr erreichte, befahl er einigen Truppen den Nil zu überqueren und Fayyum und Abuit zu besetzen. Die Muslime konnten die gesamte Provinz Fayyum ohne Gegenwehr erobern.
Unterdessen hatte die oströmische Garnison von Babylon mit Ausfällen aus der Festung begonnen, die aber wenig Wirkung zeigten. Zwischen den Muslimen und den Oströmern hatte bei Babylon eine Pattsituation ergeben, bis die Muslime die Oströmer bei einer ihrer Ausfälle von drei Seiten umzingeln und ihnen schwere Verluste beibringen konnten. Zwar konnten sich die Oströmer in die Festung zurückziehen, sie waren aber zu geschwächt für weitere Attacken und mussten mit den Muslimen in Verhandlungen treten. Der General Theodorus verlegte sein Hauptquartier auf die Insel Rauda, während Kyros von Alexandria, in muslimischen Quellen Muqawqis genannt, mit den Arabern ergebnislos verhandelte. Gesandte wurden zwischen Theodorus und 'Amr hin- und hergeschickt um ein persönliches Treffen von 'Amr und Theodorus zu vereinbaren. Doch auch diese Verhandlungen blieben ergebnislos, bis die Muslime am 20. Dezember handelten. In einem nächtlichen Überfall erklommen einige ausgewählte Krieger unter der Führung von Zubair die Wälle der Festung und öffneten den Muslimen die Tore. Babylon selbst wurde im April 641 erobert.

### Kapitulation der Thebais
Am 22. Dezember ging Kyros von Alexandria einen Vertrag mit den Muslimen ein. In dem Vertrag erkannte er die Oberhoheit der Muslime über ganz Ägypten, de facto aber über die Thebais an, außerdem verpflichteten sich die Kopten gegenüber den Muslimen zur Bezahlung der Dschizya auf der Basis von zwei Dinaren pro männlichem Erwachsenen. Dem Vertrag hätte Kaiser Herakleios formell zustimmen müssen, aber Kyros machte aus, dass auch im Falle der Zurückweisung durch den Kaiser die Kopten die Vertragsbedingungen erfüllen würden. Kyros erbat in einem Schreiben die offizielle Genehmigung Herakleios. 'Amr seinerseits schrieb einen Bericht über den Vertrag an Kalif Umar und bat um weitere Anweisungen. Umar stimmte dem Vertrag unter der Voraussetzung zu, dass Herakleios das Gleiche täte. Herakleios war erzürnt über das Schreiben des Kyros und entließ ihn seines Amtes, dennoch war Kyros weiterhin Haupt das Koptischen Kirche, was der Kaiser nicht beeinflussen konnte. Herakleios schickte seinen Generälen in Ägypten den Befehl, die Muslime aus Ägypten zu vertreiben. Kyros informierte also 'Amr, dass der Kaiser den Vertrag von Babylon zurückgewiesen habe, sicherte aber die Vertragstreue der Kopten zu. Die klare Positionierung des Kyros brachte den Muslimen die Loyalität des Großteils aller Kopten ein. Obwohl der Vertrag nicht vorsah, dass die Kopten gegen ihre fremden oströmischen Herren kämpfen sollten, halfen diese nun den muslimischen Eroberern, indem sie diese logistisch und moralisch unterstützten. 'Amr berichtete Umar schriftlich von der neuesten Entwicklung. Umar hielt es für notwendig, die Oströmer aus Ägypten zu vertreiben, bevor diese neue Kräfte sammeln konnten.

### Marsch nach Alexandria

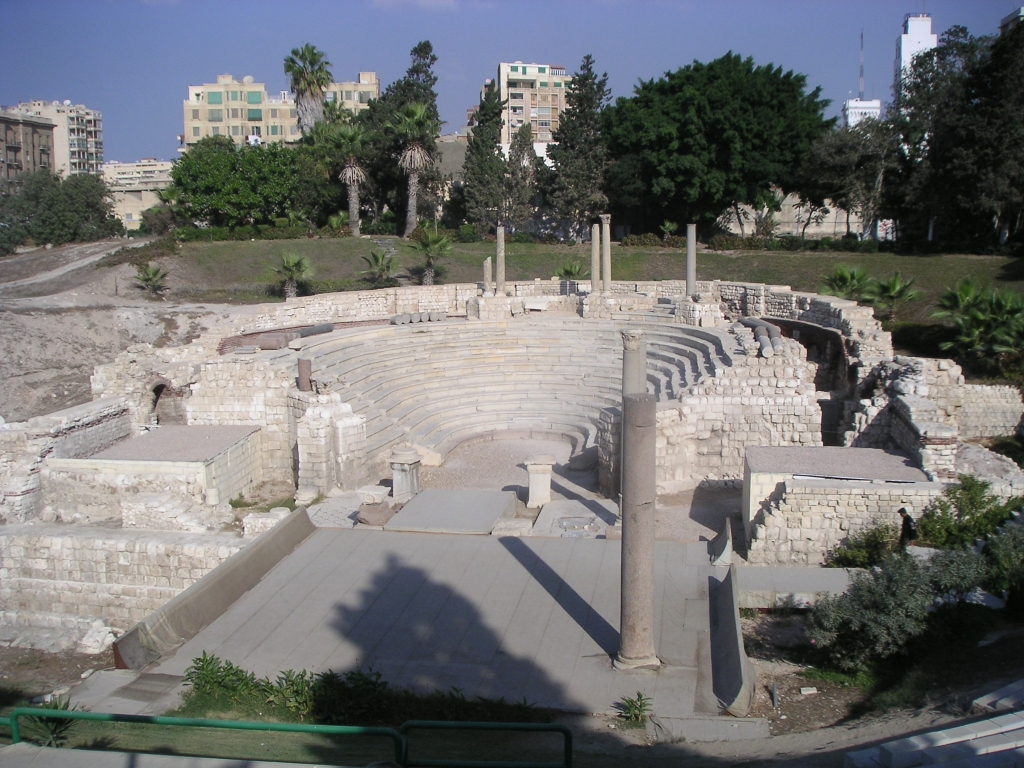
Antike römische Theater in Alexandria

Die Oströmer wussten, dass das nächste Angriffsziel der Muslime Alexandria sein würde und bereiteten sich auf die Belagerung der Stadt vor. Ihre Strategie war es, ihre Stärke in zahlreichen Belagerungen und Nadelstichattacken zu brechen. In diesem Zermürbungskrieg sollten die Muslime durch ständige physische und moralische Verluste zum Abzug gezwungen werden. Im Februar 641 brach 'Amr von Babylon mit seinem Heer nach Alexandria auf. Entlang der ganzen Wegstrecke waren oströmische Truppen zurückgelassen worden, die das Vorankommen der Muslime behindern sollten.
Am dritten Tag traf die Vorhut auf eine oströmische Abteilung bei Tarnut am Westufer des Nils. Obwohl die Oströmer den Muslimen keine schweren Verluste beibringen konnten, konnten sie ihren Vormarsch um einen Tag verzögern. Die Muslime beschlossen, bei Tarnut zu rasten und die Vorhut vorauszuschicken, um den Weg freizumachen. Fünfunddreißig Kilometer vereinigte sich die geflohene oströmische Heeresgruppe von Tarnut mit einer weiteren, die bei Schareek kampierte. Zusammen attackierten sie die muslimische Vorhut und schlugen sie in die Flucht.
Am nächsten Tag verhinderte nur das Eintreffen der muslimischen Hauptarmee die völlige Vernichtung der Vorhut durch die Oströmer, die sich zurückzogen. Die muslimischen Befehlshaber entschieden sich, von nun an keine Vorausabteilungen mehr loszusenden. Am nächsten Tag erreichten sie Sulteis, wo eine weitere oströmische Garnison stand. Nach kurzem aber hartem Kampf wurde auch dieses Regiment in die Flucht geschlagen. Die Muslime verweilten einen Tag in Sulteis. Nach einem weiteren Tagesmarsch erreichten sie Kirayun, etwa 18 km von Alexandria entfernt. Hier wurde ihr Vormarsch von einer 20.000 Mann starken oströmischen Armee blockiert. Die Oströmer setzten darauf, dass sie Muslime entweder in einer Feldschlacht besiegen oder aber zumindest ihre Zahl ausreichend reduzieren könnten, um eine Belagerung Alexandrias unmöglich zu machen. Die beiden Heere trafen sich in der Schlacht, aber der Kampf blieb unentschieden. Zehn Tage lang konnte keine der beiden Seiten die Oberhand gewinnen, bis die Muslime schließlich einen siegreichen Sturmangriff führten. Die Oströmer flohen nach Alexandria zurück. Der Weg nach Alexandria war nun frei. Die Muslime erreichten die Vororte Alexandrias im März 641.

### Eroberung Alexandrias und Fall Ägyptens
Alexandria war schwer befestigt: es verfügte über drei Stadtmauern und etliche Festungen. Es herrschte kein Mangel an Vorräten in der Stadt. Außerdem besaß die Stadt einen direkten Zugang zum Meer, so dass oströmische Verstärkungen jeden Tag landen konnten.
'Amr wurde bewusst, dass die Eroberung Alexandrias schwierig sein würde. Die Oströmer hatten auf den Stadtmauern Katapulte aufgebaut, mit denen sie die Muslime unter Beschuss nahmen. 'Amr musste seinen Soldaten den Rückzug hinter die Feuerreichweite der Katapulte befehlen. Sooft die Muslime den Stadtmauern nahe kamen, wurden sie vom Geschosshagel in die Flucht geschlagen, aber sie besiegten jeden oströmischen Ausfall auf freiem Feld.
Kaiser Herakleios sammelte in Konstantinopel eine starke Armee, mit der er Alexandria vom Meer her zu Hilfe eilen wollte. Er starb jedoch, bevor er aufbrechen konnte. Die in Konstantinopel versammelten Truppen verstreuten sich, und so kam keine Hilfe für Alexandria. Die Belagerung zog sich sechs Monate lang hin. In Medina wurde Kalif Umar ungeduldig. In einem Brief an 'Amr drückte er seine Verärgerung über die ungebührliche Verzögerung aus. Er bestimmte Ubaidah zum neuen Oberbefehlshaber in Ägypten; er sollte einen entscheidenden Sturmangriff gegen die Wälle der Stadt führen. Ubaidahs Angriff war erfolgreich und im September 641 wurde Alexandria  erobert. Tausende Oströmer wurden getötet oder gefangen genommen. Einigen gelang die Flucht auf im Hafen bereitgestellten Schiffen. Einige wohlhabende Händler flohen ebenfalls übers Meer.
Im Namen der Kopten bat Kyros von Alexandria um Frieden; die Muslime gewährten ihn. 645 eroberten die Oströmer/Byzantiner die Stadt zeitweilig zurück, sie wurde aber von 'Amr 646 abermals für die Muslime erobert. 654 wurde eine Flotte, die Kaiser Konstans II. geschickt hatte, zurückgeschlagen. Dies war der letzte byzantinische Versuch zur Rückeroberung Alexandrias.

## Invasion in Nubien
Die historische Landschaft Nubien erstreckte sich südlich von Ägypten. Sie reichte von Assuan nach Khartum und vom Roten Meer zur Libyschen Wüste. Die Nubier waren vor einigen Jahrhunderten christianisiert worden. Die Hauptstadt ihres Reiches lag in Dongola. Im Sommer 642 entsandte 'Amr ibn al-'As eine Expedition unter dem Befehl seines Neffen 'Uqbah ibn Nafi nach Nubien. Der Feldzug hatte 'Amr selbstständig befohlen. Er war nicht als tatsächliche Invasion angelegt, sondern eher eine Demonstration der Stärke der neuen Herrscher Ägyptens. Die Nubier rieben die Muslime in einem Guerillakrieg auf, bis 'Amr ihnen den Befehl zum Rückzug gab.

## Eroberung Nordafrikas

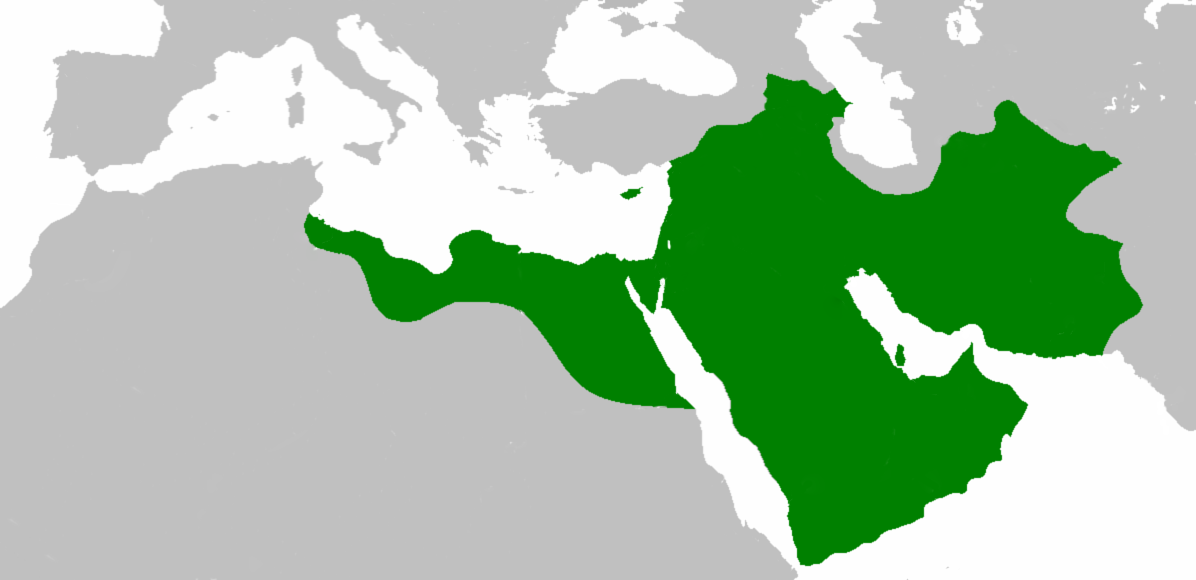
Rashiduns Reich auf seinem Höhepunkt unter dem dritten "rechtgeleiteten" Kalifen Uthman ibn Affan bis zum Jahr 654.

Nach dem präventiven Feldzug in Nubien entschloss sich 'Amr zu einem Feldzug, um die Westgrenze Ägyptens zu sichern und die Oströmer aus der Kyrenaika, Tripolitanien und dem Fezzan zu verdrängen. Im September 642 führte 'Amr seine Truppen nach Westen. Nach einem Monat Marsch erreichte die Armee die Städte der Pentapolis. Von Burqa aus wurde 'Uqbah bin Nafi ausgeschickt, um einen Feldzug im Fezzan zu unternehmen. Uqbah marschierte nach Zaweela, der Hauptstadt des Fezzan. Er traf auf keinerlei Widerstand; der gesamte Fezzan ergab sich den Muslimen. Uqbah kehrte dann nach Burqa zurück. Im Frühjahr 643 erreichte die muslimische Hauptarmee Tripolis und belagerten es. Die Stadt fiel nach einem Monat Belagerung. Von dort schickte 'Amr ein Regiment nach Sabratha, das etwa 65 km von Tripolis entfernt liegt. Die Stadt leistete nur schwachen Widerstand und stimmte schnell der Zahlung der Dschizya zu. In Tripolis bat 'Amr den Kalifen um die Erlaubnis zur Eroberung der Länder weiter westlich.
Aber Umar, dessen Armeen mit der Eroberung des Sassanidenreichs beschäftigt waren, wollte seine Truppen nicht in Nordafrika verstreut sehen, solange die Herrschaft über Ägypten noch nicht gefestigt war. Der Kalif verbot 'Amr daher weiteres Vorrücken. 'Amr gehorchte und zog von Tripoli zurück nach Fustat.

## Verhältnis der Bevölkerung und der Muslime
Den Kopten erschienen die Muslime als recht tolerante Herrscher. Im Austausch für Tribut und Verpflegung für die Besatzungstruppen wurde die weitgehend freie Religionsausübung gestattet, das Tragen von Waffen wurde aber untersagt. Das Steuersystem der Muslime basierte auf älteren Institutionen. Aus der Zeit der (ost)römischen Herrschaft in Ägypten übernahmen die Muslime das System der Kopfsteuer.

### Fustat, die neue Hauptstadt
Nach dem Fall Alexandrias gehörte Ägypten nun zum islamischen Kalifat. Zum Zeitpunkt der Eroberung war Alexandria die unbestrittene Metropole des Landes. Nach der Eroberung der Stadt wurden die ehemals oströmischen Paläste von Muslimen bezogen. Die Muslime waren von der Stadt, der "Königin der Städte", fasziniert. 'Amr wollte, dass sie die Hauptstadt des muslimischen Ägyptens blieb. Er schlug dies dem Kalifen vor. Dieser lehnte aber ab, da Alexandria als Küstenstadt zu diesem Zeitpunkt ständig der Gefahr eines oströmischen Angriffs zur See ausgesetzt war.
Er schlug stattdessen vor, einen zentralen Platz für eine neue Hauptstadt zu suchen, der von Arabien nicht durch eine Wasserbarriere getrennt war. Gemäß dem Vertrag mit Kyros von Alexandria wurde der Besitz der ägyptischen Alexandrier verschont, während der der Griechen als Beute verteilt wurde. Griechischen Einwohnern wurde die Wahl gelassen, in oströmisches Gebiet ohne ihren Besitz zurückzukehren oder in Alexandria zu bleiben und Dschizya zu zahlen.
'Amr schaute sich nun nach einem geeigneten Ort für die neue Hauptstadt um. Seine Wahl fiel auf die Stelle, an der er sein Zelt während der Belagerung von Babylon ausgeschlagen hatte, etwa 400 Meter von der Festung Babylons entfernt. Da 'Amrs Zelt den Mittelpunkt der neuen Stadt bildete, wurde die Stadt Fustat genannt, was auf Arabisch Zelt bedeutet. Das erste Gebäude der neuen Stadt war eine später als Moschee von 'Amr ibn al-'As bekannte Moschee. Mit dem Gang der Jahrhunderte wuchs Fustat und nahm das alte Babylon in sich auf und wurde zur wichtigsten Stadt Ägyptens.

### Reformen Umars
Um die Ägypter für die islamische Herrschaft zu gewinnen, setzte Umar eine verhältnismäßig niedrige Dschizya für Ägypten fest. Während der späten umayyadischen Periode wurden die Steuern aber erhöht.
Auf Geheiß Umars ließ 'Amr ibn al-'As einen Kanal bauen, um den Nil mit dem Roten Meer zu verbinden, was den ägyptischen Händlern einen Zugang zu den Märkten Arabiens und des Irak verschaffte. Der Kanal wurde Nahar Amir ul-Mu'mineen ‚Der Kanal des Herrschers aller Gläubigen‘ genannt.
'Amr schlug dem Kalifen ein weiteres Projekt vor: einen Kanal zur Verbindung des Roten Meers und des Mittelmeers. Umar lehnte es aber wegen Sicherheitsbedenken ab, da er anführte, dass die oströmische Flotte so eventuell einen Zugang nach Arabien gewinnen könnte. Das Projekt sollte erst etwa 1300 Jahre später mit der Fertigstellung des Suezkanals verwirklicht werden.